# Jeremy Coon
Jeremy Coon (nascut el 1979) és un productor executiu i editor estatunidenc de la pel·lícula del 2004 Napoleon Dynamite, un èxit de culte fet amb un pressupost de 400.000 dòlars que ha guanyat més de 44 milions de dòlars des del seu llançament i productor de la sèrie animada del mateix nom.

## Educació
Coon va assistir a l'escola de cinema a la Universitat Brigham Young i es va graduar el 1997 a la Lloyd V. Berkner High School a Richardson, Texas.

## Carrera
A la Brigham Young es va fer amic del seu company estudiant de cinema Jared Hess, on li van parlar del naixent guió de Hess per a Dynamite i va acceptar recaptar els diners per produir la pel·lícula. El dia de la inauguració del Festival de Cinema de Sundance de 2004, Coon va vendre la pel·lícula a Fox Searchlight Pictures per 3,2 milions de dòlars.
Després d'un rodatge de 22 dies a Preston (Idaho), Coon va editar la pel·lícula durant una sessió de nou dies amb el programari d'Apple Final Cut Pro per primera vegada. "Vam passar aproximadament un any reunint la nostra tripulació: el 95 per cent eren amics del departament de correus de BYU", va dir a la publicació d'Apple Pro. "La gent venia a veure'm i jo ni tan sols sabia quina hora del dia era".
Coon va codirigir les pel·lícules documentals Raiders!: The Story of the Greatest Fan Film Ever Made i A Disturbance in the Force, sobre el rodatge de Star Wars Holiday Special. Tots dos documentals van rebre ressenyes positives de la crítica.